# Limes (jeu)
Pour les articles homonymes, voir Limes.
Limes est un jeu de société édité par AbacusSpiele. Il a gagné l’International Gamers Awards en 2014.